# Válečný kůň
Válečný kůň (v originále War Horse) je film režiséra Stevena Spielberga z roku 2011 na motivy stejnojmenného románu Michaela Morpurga. Film měl světovou premiéru 25. prosince 2011, českou 23. února 2012.

## Obsazení
| Jeremy Irvine (dabing Matouš Ruml)          | Albert Narracott        |
| Peter Mullan (dabing Pavel Rímský)          | Ted Narracott           |
| Emily Watson (dabing Jitka Ježková)         | Rose Narracottová       |
| Niels Arestrup (dabing Petr Pelzer)         | dědeček                 |
| David Thewlis (dabing Jan Vondráček)        | Lyons                   |
| Tom Hiddleston (dabing David Švehlík)       | kapitán James Nicholls  |
| Benedict Cumberbatch (dabing Zdeněk Mahdal) | major Jamie Stewart     |
| Celine Buckens (dabing Ivana Korolová)      | Emilie                  |
| Toby Kebbell (dabing Vojtěch Hájek)         | Geordie                 |
| Patrick Kennedy (dabing Michal Michálek)    | poručík Charlie Waverly |
| Leonhard Carow (dabing Radek Škvor)         | Michael                 |
| David Kross (dabing Kryštof Hádek)          | Gunther Schröder        |
| Matt Milne                                  | Andrew Easton           |
| Robert Emms                                 | David Lyons             |
| Eddie Marsan (dabing Libor Hruška)          | seržant Fry             |
| Nicolas Bro                                 | Friedrich               |
| Rainer Bock (dabing Jaroslav Horák)         | Brandt                  |
| Hinnerk Schönemann                          | německý voják           |
| Gary Lydon                                  | Si Easton               |
| Geoff Bell (dabing Antonín Navrátil)        | seržant Sam Perkins     |
| Liam Cunningham (dabing Jakub Saic)         | vojenský lékař          |
| Sebastian Hülk                              | německý důstojník       |
| Gerard McSorley                             | dražebník               |
| Tony Pitts                                  | seržant Martin          |
| Irfan Hussein                               | Singh                   |
| Pip Torrens                                 | major Tompkins          |
| Philippe Nahon                              | francouzský dražebník   |
| Jean-Claude Lecas                           | řezník                  |
| Justin Brett                                | řidič motocyklu         |
| Seamus O'Neill                              | farmář                  |
| Pat Laffan                                  | farmář                  |
| Sarah Jane O'Neill                          | francouzský uprchlík    |

## Recenze
- Karolína Černá, Kritiky.CZ, 17. února 2012  Dostupné online.
- Vratislav Šálek, filmserver.cz, 20. února 2012  Recenze Válečný kůň